# IK1 – Touristen in Gefahr
IK1 – Touristen in Gefahr ist eine deutsche Krimi-Serie mit komödiantischen Elementen, deren von Bavaria Fernsehproduktion produzierte Pilotfolge im Jahr 2011 ausgestrahlt wurde. Seit 10. Januar 2013 wurde die Serie mit zunächst 4 Folgen ausgestrahlt.

## Handlung
Florian Blessing und Nadja Hansen sind Mitarbeiter der Abteilung Internationale Koordinierung (IK) des Bundeskriminalamts. Die beiden können nicht unterschiedlicher sein. Florian ist ein Draufgänger, der lieber alleine arbeitet und Vorschriften nicht ernst nimmt. Seine Partnerin Nadja ist Psychologin und Spezialistin in operativer Fallanalyse. Zusammen müssen sie deutschen Urlaubern im Ausland helfen, die dort in Schwierigkeiten verwickelt wurden.

## Produktion und Ausstrahlung
Im Oktober 2010 gab RTL die Produktion eines Pilotfilmes in Auftrag. Die Hauptrollen gingen an Tobias Oertel und Eva-Maria Grein von Friedl. Die Dreharbeiten fanden vom 9. Oktober 2010 bis zum 5. Dezember 2010 in München und Thailand statt. Der Film wurde am 1. September 2011 zur Hauptsendezeit bei RTL gezeigt.
Bei seiner Erstausstrahlung erreichte er insgesamt 3,80 Millionen Zuschauer, davon 1,88 Millionen in der relevanten Zielgruppe der 14- bis 49-Jährigen, was einen Gesamtmarktanteil von 13,3 % und einen von 17,1 % in der relevanten Zielgruppe ergab. Der zuletzt erfolgreich als Serie fortgesetzte RTL-Pilotfilm Die Draufgänger holte im Dezember 2010 18,3 % Marktanteil, im Mai 2011 konnte Nina Undercover – Agentin mit Kids mit 16,7 % Marktanteil nicht für eine Serie überzeugen.
Anfang 2012 wurde die Bestellung von zunächst vier weiteren Folgen durch RTL bekannt. IK1 – Touristen in Gefahr konnte sich aufgrund der zufriedenstellenden Einschaltquoten als einziger von verschiedenen Pilotfilmen durchsetzen. Die erste Staffel wurde zwischen dem 16. Januar 2012 und dem 27. März 2012 in Thailand, Kambodscha, Laos, Malaysia und Hongkong gedreht.

## Besetzung

### Hauptbesetzung
| Rolle            | Schauspieler               | Folgen |
| ---------------- | -------------------------- | ------ |
| Florian Blessing | Tobias Oertel              | 1–5    |
| Nadja Hansen     | Eva-Maria Grein von Friedl | 1–5    |
| Lukas Hoffmann   | Uwe Bohm                   | 1–5    |

### Gastdarsteller
| Rolle                | Schauspieler           | Folge     |
| -------------------- | ---------------------- | --------- |
| Felix Schulze        | Max Kidd               | Pilotfilm |
| Lisa Blum            | Jana Pallaske          | Pilotfilm |
| Annette Wolf         | Katharina Abt          | Pilotfilm |
| Klaus Vogt           | Jürgen Tarrach         | 1         |
| Alexander Römer      | Max Herbrechter        | 1         |
| Dr. Vera Schulte     | Katja Woywood          | 2         |
| Marianne Krämer      | Aglaia Szyszkowitz     | 2         |
| Gerd Krämer          | Thomas Darchinger      | 2         |
| Lena Kramer          | Xenia Georgia Assenza  | 2         |
| Christian Roth       | Dirk Martens           | 2         |
| Ben Jakobs           | Marco Girnth           | 3         |
| Robert Aweiler       | Roeland Wiesnekker     | 3         |
| Rosa Langner         | Ellenie Salvo González | 3         |
| Kati Schneider       | Jessica Ginkel         | 4         |
| Prof. Dr. Walkenberg | Hans-Jochen Wagner     | 4         |

## Episodenliste
| Nr. (ges.) | Nr. (St.) | Originaltitel | Erstausstrahlung D | Zuschauer |
| ---------- | --------- | ------------- | ------------------ | --------- |
| 1          | –         | Pilotfilm     | 1. Sep. 2011       | 3,80 Mio. |
| 2          | 1         | Hongkong      | 10. Jan. 2013      | 3,11 Mio. |
| 3          | 2         | Malaysia      | 17. Jan. 2013      | 2,77 Mio. |
| 4          | 3         | Laos          | 24. Jan. 2013      | 2,88 Mio. |
| 5          | 4         | Kambodscha    | 31. Jan. 2013      | 2,38 Mio. |

## Rezeption
Im Vergleich zu Die Draufgänger sei die Krimi-Handlung von IK1 – Touristen in Gefahr wendungsreich und teils auch spannend erzählt, so Christian Junklewitz von Serienjunkies.de. Negativ falle aber die stark klischeebehaftete Figurenzeichnung nebst penetranten Sexismus auf, so dass man IK1 nur schwer für eine aktuelle Produktion halten könne. Weiter können die Dialoge nicht mit denen aktueller Krimi-Serien wie Castle oder Hawaii Five-0 mithalten, allein dadurch wirke der Pilotfilm rückständig und provinziell.